# Siemion Aleksiejew
Siemion Michajłowicz Aleksiejew (ros. Семён Михайлович Алексеев, ur. 11 grudnia?/24 grudnia 1909 we wsi Wiediernikowo w obwodzie kałuskim, zm. 4 lutego 1993 w Moskwie) – radziecki konstruktor lotniczy.

## Życiorys
Urodził się w rodzinie chłopskiej. Wcześnie został osierocony, wychowywał się w domu dziecka, później u dalekiego krewnego. Po ukończeniu w 1926 moskiewskiej szkoły pracował w fabryce, w 1929 podjął studia wieczorowe w Moskiewskim Instytucie Lotniczym (do 1935), jednocześnie pracował w biurze konstruktorskim A. Tupolewa. Brał udział w założeniu kabiny hermetycznej stratostatu "SSSR-1", w 1933 został szefem brygady konstruktorów w fabryce nr 39 w Moskwie, od 1937 pracował w biurze konstruktorskim A. Dubrowina, a od 1939 w Specjalnym Biurze Konstruktorskim-301 (OKB-301, późniejsze biuro konstruktorskie S. Ławoczkina) pod kierownictwem W. Gorbunowa. Od 1940 pracował w OKB-21 Ludowego Komisariatu Przemysłu Lotniczego w mieście Gorki (obecnie Niżny Nowogród) pod kierownictwem Ławoczkina jako wiodący konstruktor, szef biura i zastępca głównego konstruktora. Podczas wojny z Niemcami był jednym z głównych doradców Ławoczkina, wniósł wielki wkład w opracowanie samolotów Ła-5, Ła-5FN, ŁaGG-3, Ła-7, Ła-9 i organizowaniu ich masowej produkcji. W czerwcu 1946 został szefem OKB-21 w Gorkim, kierował opracowaniem myśliwców. W 1948 został szefem OKB-1 Doświadczalnego Zakładu Lotniczego nr 1 w Iwankowie (obecnie Dubna), 1950-1952 był szefem kompleksu konstrukcyjno-produkcyjnego Instytutu Lotniczo-Doświadczalnego im. Gromowa w mieście Żukowskij, potem głównym konstruktorem zakładu nr 918 w miejscowości Tomilino w obwodzie moskiewskim. Napisał wiele prac naukowych i publikacji. Został pochowany na Cmentarzu Wagańkowskim.

## Odznaczenia
- Medal Sierp i Młot Bohatera Pracy Socjalistycznej (17 czerwca 1961)
- Order Lenina (17 czerwca 1961)
- Order Czerwonego Sztandaru Pracy (dwukrotnie, 1944 i 12 lipca 1957)
- Order Czerwonej Gwiazdy (31 października 1941)
- Medal „Za pracowniczą dzielność” (21 czerwca 1943)

I inne.